# Malter (Dippoldiswalde)
Malter ist ein staatlich anerkannter Erholungsort und Ortsteil der sächsischen Großen Kreisstadt Dippoldiswalde im Landkreis Sächsische Schweiz-Osterzgebirge und ist durch die Talsperre Malter überregional bekannt.

## Geografie

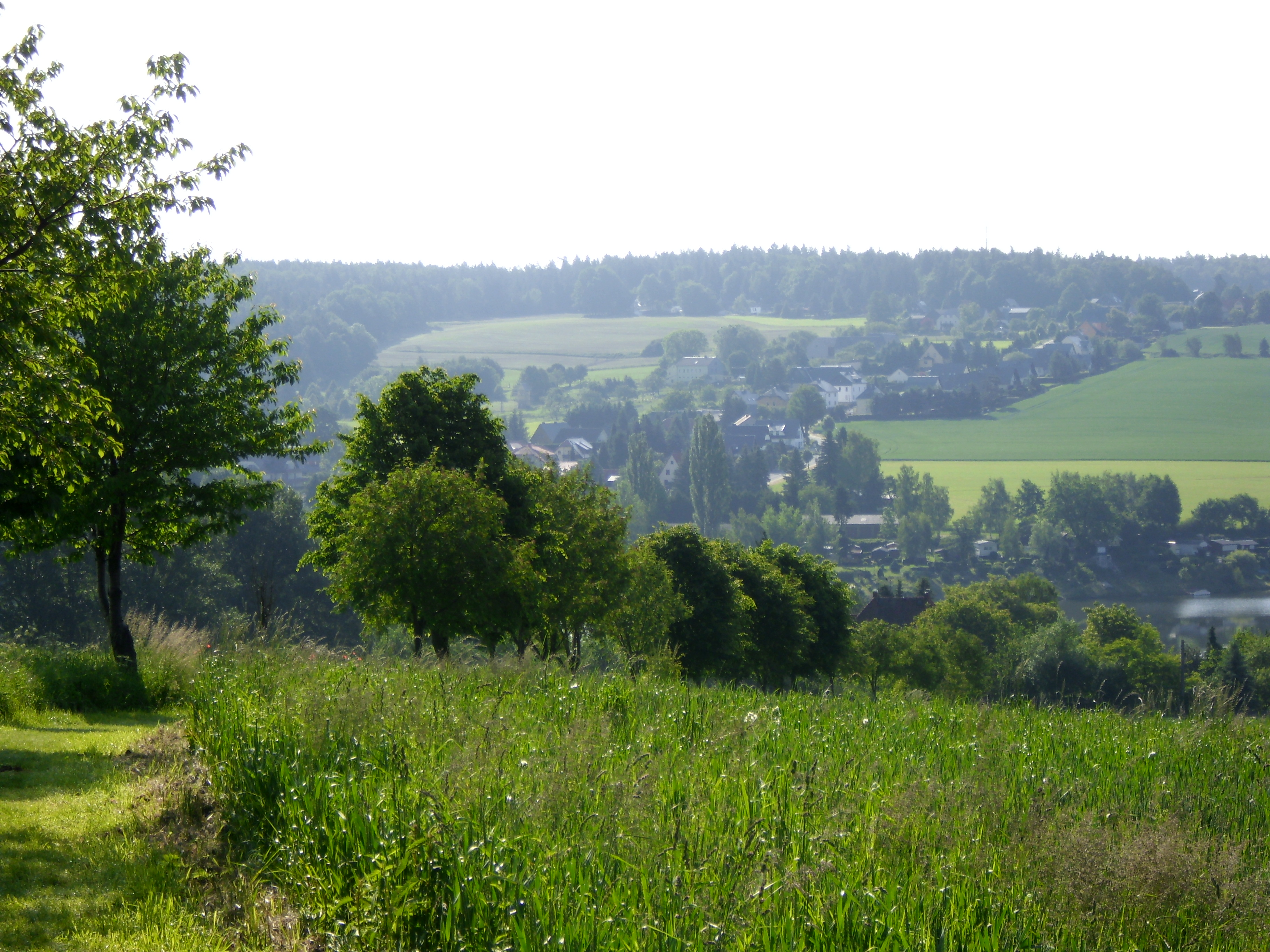
Blick auf Malter

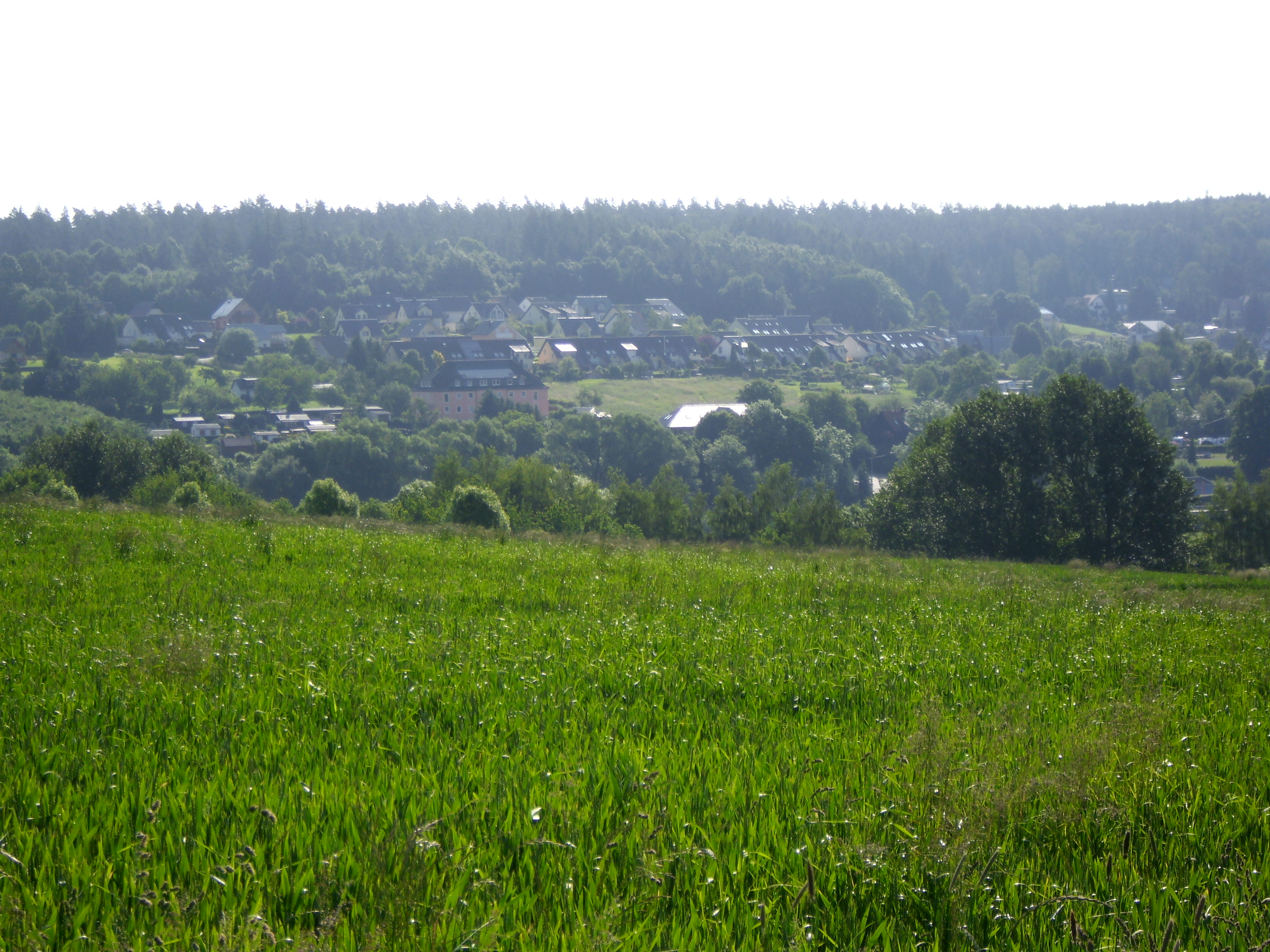
Malter mit Sonnenhang

Das längliche Dorf liegt etwa drei Kilometer nördlich des Dippoldiswalder Stadtzentrums und östlich an der nach ihm benannten Talsperre Malter. Nördlich des Dorfes liegt die Dippoldiswalder Heide. Durch den Ort führt die Weißeritztalbahn. An den Ort grenzen Dippoldiswalde, Paulsdorf und Seifersdorf.

## Geschichte
Die erste urkundliche Erwähnung des Orts ist im Jahr 1501 als Meltewr. Das Waldhufendorf im Tal der Roten Weißeritz gehörte spätestens seit 1569 als Amtsdorf zum Amt Dippoldiswalde. Zuständige Kirche war die von Seifersdorf. Im Jahr gab es im Ort 17 besessene Mann und einen Inwohner. 1764 wurden in Malter 19 besessene Mann und 3 Gärtner auf 4 3⁄4 Hufen je 12 Scheffel gezählt. Malter zählte teilweise zum Besitz des Rittergutes Dippoldiswalde als Dippoldiswalder Malter, zum anderen zu den Besitzungen des Ritterguts Berreuth als Malter. Dementsprechend existierten 1630 die Ortsteile Obermalter und Niedermalter. 1875 gehörte Malter zur Amtshauptmannschaft Dippoldiswalde.
Im Rahmen der Verwaltungsreform in der DDR wurde Malter 1952 Teil des Kreises Dippoldiswalde. Am 1. Januar 1974 wurden Malter und Paulsdorf zur Gemeinde Malter-Paulsdorf vereinigt, die 1990 etwa 570 Einwohner hatte. Am 1. Januar 1991 wurden die Ortsteile wieder in die Gemeinden Malter und Paulsdorf getrennt. 1996 kam es zum Zusammenschluss mit Paulsdorf und Seifersdorf zur Talsperren-Gemeinde Malter, die am 1. Januar 2003 nach Dippoldiswalde eingemeindet wurde.

### Die Talsperre
An der Stelle des gefluteten Ortsteils Nieder-Malter und den zu Seifersdorf und Paulsdorf gehörenden Grundstücken liegt seit 1913 zum Hochwasserschutz die Talsperre Malter, welche die Rote Weißeritz anstaut.

### Das Vorwerk die Malter
Im Jahr 1569 wird im Ort das Einhufen-Vorwerk Malter erstmals erwähnt, unter dem Besitzer Heinrich von Miltitz, am oberen Ende des Bormannsgrunds neben dem Sonnenhang. Die Gutshufe reichte von der Dippoldiswalder Heide bis an die Weißeritz im heutigen Staubecken der Talsperre Malter, wo sich auch eine Schlosswiese und ein zum Gut gehörendes Häuslein am Abzweig der Straße nach Obermalter von der Dorfstraße in Niedermalter befand. Auf der Handzeichnung von Sachsen aus dem Jahr 1586 wird es als das Vorwerk von Miltitz genannt. Das Vorwerk ging wahrscheinlich im Dreißigjährigen Krieg durch die Schweden in Flammen auf und wurde nicht wieder aufgebaut.

### Entwicklung der Einwohnerzahl
Entwicklung der Einwohnerzahl Malters, jeweiliger Gebietsstand:
| Jahr | Einwohner                                                                  |
| ---- | -------------------------------------------------------------------------- |
| 1552 | 17 besessene Mann, 1 Inwohner                                              |
| 1634 | 3 Hüfner, 16 Häusler                                                       |
| 1764 | 19 besessene Mann, 3 Gärtner                                               |
| 1803 | 123 Einwohner, 1 ganzer Hüfner, 1 halber Hüfner, 2 Gärtner und 17 Häusler. |
| 1834 | 144                                                                        |
| 1871 | 132                                                                        |
| 1890 | 161                                                                        |
| 1910 | 194                                                                        |
| 1925 | 163                                                                        |
| 1939 | 195                                                                        |
| 1946 | 329                                                                        |
| 1950 | 345                                                                        |

| Jahr | Einwohner |
| ---- | --------- |
| 1964 | 312       |
| 2000 | 23441     |
| 2006 | 594       |
| 2007 | 600       |
| 2008 | 622       |
| 2009 | 613       |
| 2010 | 623       |
| 2011 | 613       |
| 2012 | 617       |
| 2013 | 597       |
| 2014 | 600       |
| 2021 | 659       |

- 1: Gemeinde Malter mit Paulsdorf, Seifersdorf und Seifen

## Malter als Erholungsort
In Malter gibt es vielfältige Möglichkeiten für Touristen im Rahmen eines Tagesausflugs oder längeren Aufenthalts. Das Strandbad Malter lädt zum Baden (auch abgegrenzte Nichtschwimmerzone) und Wassersport (Ruderboot, SUP, Tretboot fahren) ein. Weitere "Spaßattraktionen" auf dem Wasser wie eine Sprungplattform sind vorhanden. Die Nutzung motorisierter Wasserfahrzeuge ist auf der Talsperre Malter allerdings nicht erlaubt. Besonders reizvoll ist es für gute Schwimmer, quer über die Talsperre zwischen den drei Strandbädern Malter, Paulsdorf und Seifersdorf hin- und herzuschwimmen.
Außerdem gibt es in Malter einen Campingplatz, welcher sowohl für Dauercamper als auch für Tagesgäste rege genutzt wird. Die Bahnstation Malter bindet den Ort an die historische Dampfzugstrecke der Weißeritztalbahn an. Typische Wanderstrecken sind (1) von Dippoldiswalde über den Plattenweg oder Panoramaweg nach Malter, (2) von Malter entlang der Strecke der Weißeritztalbahn durch den Seifersdorfer, Spechtritzer und Rabenauer Grund bis nach Freital und (3) durch die Dippoldiswalder Heide in verschiedenen Richtungen nach Karsdorf, Oelsa oder Oberhäslich.
Einmal im Jahr findet an der Talsperre Malter das Festival „Malter in Flammen“ statt. Es erstreckt sich über die drei Strandbäder Malter, Paulsdorf und Seifersdorf und ist für alle Altersgruppen gedacht. Es gibt Bühnen mit verschiedenen Live-Bands und Diskomusik, einen Mittelaltermarkt und alternative Stände und Buden. Der Höhepunkt des Festivals ist das nächtliche Feuerwerk über der Talsperre.
Ein weiteres Ereignis in Malter ist das sogenannte Drachenbootrennen auf der Talsperre. Dort treffen sich Drachenboot-Begeisterte und treten in Teams gegeneinander an. Nebenher hat das Event Volksfestcharakter und zieht Camper und Tagesgäste an.
Weitere über das Jahr verstreute Events in Malter sind das Maibaumsetzen, der Malter Weihnachtsmarkt und das Weihnachtsbaumfeuer. In Malter gibt es einen aktiven Heimatverein, der die Wanderwege in Stand hält, die Bewohner des Ortes zu verschiedenen Gelegenheiten zusammenführt und zu Wanderungen einlädt.

## Belege
1. ↑  Wo Dipps Einwohner gewinnt und verliert. Abgerufen am 28. November 2022.
2. 1 2  Malter im Historischen Ortsverzeichnis von Sachsen
3. ↑  Gemeinden 1994 und ihre Veränderungen seit 01.01.1948 in den neuen Ländern, Verlag Metzler-Poeschel, Stuttgart, 1995, ISBN 3-8246-0321-7, Herausgeber: Statistisches Bundesamt (mit der Angabe 1. Januar 1991)
4. ↑  StBA: Gemeindeänderungen (mit der Angabe 1. Januar 1990)
5. ↑  StBA: Änderungen bei den Gemeinden Deutschlands, siehe 2003
6. ↑  Einwohnerzahlen für Dippoldiswalde und Ortsteile (Memento des Originals vom 30. Januar 2015 im Internet Archive)  Info: Der Archivlink wurde automatisch eingesetzt und noch nicht geprüft. Bitte prüfe Original- und Archivlink gemäß Anleitung und entferne dann diesen Hinweis. auf dippoldiswalde.de
7. ↑  Strandbad Malter
8. ↑  Campingplatz
9. ↑  GPS: 50.909666912225056, 13.66905188298353
10. ↑  GPS: 50.91282903537009, 13.659730268851492
11. ↑  GPS: 50.91282903537009, 13.659730268851492
12. ↑  GPS: 50.91282903537009, 13.659730268851492
13. ↑  Malter in Flammen